# Drosophila navojoa
Drosophila navojoa este o specie de muște din genul Drosophila, familia Drosophilidae, descrisă de Ruiz, Heed și Wasserman în anul 1990. Conform Catalogue of Life specia Drosophila navojoa nu are subspecii cunoscute.